# GNOME Display Manager
GNOME Display Manager или GDM — графический дисплейный менеджер X Window System. Эта программа регистрирует пользователей в операционной системе, предлагая им ввести их логин и пароль. GDM также позволяет выбирать графическую среду (сеанс) и локаль (набор языковых и региональных настроек). Экран приветствия GDM может иметь разный вид в зависимости от применённой к нему темы.
GDM является частью рабочей среды GNOME и распространяется свободно на условиях GNU General Public License.